# Velocitat d'escapament

Fig. 1. Anàlisi de la velocitat d'escapament d'Isaac Newton. En augmentar la velocitat de la bala de canó, aquesta orbita cada cop més amunt fins que aconsegueix escapar de la gravetat terrestre (projectil E)

La velocitat d'escapament o velocitat d'alliberament és la velocitat mínima necessària perquè un cos sense propulsió pugui escapar de l'atracció del camp gravitatori generat per un objecte qualsevol, en lloc de caure-hi a sobre una altra vegada o entrar en òrbita a una alçada concreta sobre la seva superfície, suposant convencionalment que aquest objecte no es veu afectat per cap altra força externa a part de la gravetat.
Si ho definim formalment, la velocitat d'escapament és la velocitat inicial que es necessita per anar des d'un punt inicial en un camp gravitatori (amb una energia potencial concreta) fins a l'infinit amb una velocitat residual igual a zero respecte al camp. Normalment, el punt inicial es trobarà a la superfície d'un planeta o satèl·lit natural. Des de la superfície de la Terra la velocitat d'escapament és d'uns 11,2 km/s; en canvi, a 9 000 km d'altura a l'espai la velocitat d'escapament del nostre planeta és de només 7,1 km/s. A aquesta velocitat també se la denomina «segona velocitat còsmica».
Tots els objectes sobre la Terra tenen la mateixa velocitat d'escapament, independentment de la massa que tinguin. El que és diferent segons cada objecte és la quantitat d'energia necessària per accelerar la massa fins a assolir la velocitat d'escapament. Com més massiu sigui l'objecte més energia es necessitarà per aconseguir la velocitat necessària per escapar de la gravetat terrestre.

## Història

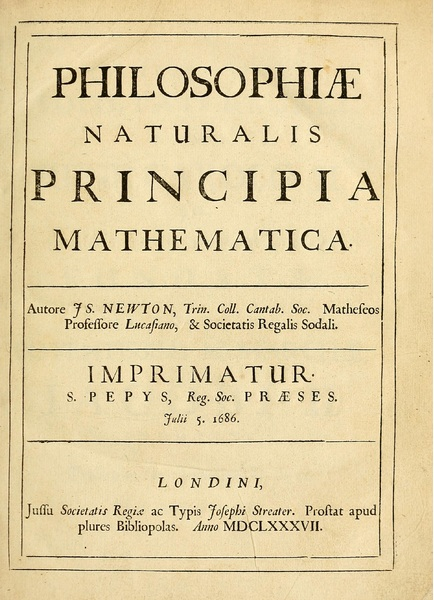

En el tercer volum dels Principia (1687), que duu per títol De Mundi Systemate, el científic anglès Isaac Newton (1642-1727) presenta el concepte de velocitat d'escapament mitjançant un exemple amb un canó que dispara projectils des del cim d'una muntanya (veure figura 1 d'aquest article), exemple en el qual es prescindeix de la resistència aerodinàmica. Quan el projectil es llança a una velocitat inferior a la velocitat circular, aquest col·lideix contra la Terra seguint una trajectòria parabòlica (casos A i B). Quan el projectil es llança a una velocitat igual a la seva velocitat circular, aquest entra en òrbita al voltant de la Terra seguint una trajectòria amb forma de circumferència (cas C). Quan el projectil es llança a una velocitat superior a la velocitat circular però inferior a la d'escapament, aquest entra en òrbita al voltant de la Terra seguint una trajectòria el·líptica, en la qual la Terra ocupa el primer focus (cas D). Quan el projectil es llança a una velocitat igual a la d'escapament, el segon focus d'aquesta el·lipse es troba en l'infinit i, en conseqüència, es tracta d'una paràbola. Quan el projectil es llança a una velocitat superior a la d'escapament, aquest segueix una òrbita oberta anomenada hipèrbola (tots dos casos, trajectòria E).

## Càlcul de la velocitat d'escapament
Per calcular la velocitat d'escapament d'un objecte qualsevol de massa m situat a una distància r del centre d'un cos (planeta, satèl·lit...) es considera que l'energia cinètica d'aquell objecte ha compensar l'energia potencial gravitatòria que el lliga al cos celeste, de massa M i que és negativa. Una altra manera de veure-ho és considerar el principi de conservació de l'energia. L'objecte ha d'arribar a l'infinit amb velocitat zero perquè durant el recorregut va perdent velocitat per l'efecte de l'atracció del cos d'on ha sortit i ha d'arribar a l'infinit sense excés de velocitat. Per altra banda, a l'infinit l'energia potencial és zero per definició. Per tant, l'energia total val zero:
{\displaystyle E_{m}(\infty )=E_{c}(\infty )-E_{p}(\infty )=0+0=0}
Pel principi de conservació de l'energia, l'energia inicial ha de valer igual si no hi ha altres forces que actuin llevat de la força gravitatòria. Per tant, l'energia mecànica en el punt de sortida {\displaystyle E_{m}(r)} ha de ser zero. Qualsevol energia cinètica igual o superior a aquesta permetrà escapar de l'atracció gravitatòria:
{\displaystyle E={\frac {1}{2}}mv_{e}^{2}-{\frac {GMm}{r}}=0}
aïllant d'aquí la ve:
{\displaystyle v_{e}={\sqrt {\frac {2GM}{r}}}={\sqrt {\frac {2\mu }{r}}}}
on
- ve és la velocitat d'escapament.

La trajectòria d'un cos amb velocitat d'escapament seguirà una òrbita parabòlica.

- G és la constant de la gravitació universal (6,672·10-11 N·m²/kg²).
- M és la massa del cos celeste (planeta, satèl·lit natural o estrella).
- r és la distància entre el centre del cos i el punt per al qual estem calculant ve (si som a la superfície del cos, r serà igual al seu radi).
- μ (G*M) rep el nom de paràmetre gravitacional estàndard.[3]

Cal destacar -com ja s'ha dit- que el valor de la velocitat d'escapament no depèn de la massa m de l'objecte; només depèn de la massa del cos celeste: augmenta amb la massa d'aquest i disminueix a mesura que ens allunyem del seu centre.
El concepte de velocitat d'escapament tal com s'ha definit no és aplicable al càlcul de la velocitat inicial, o de llançament, de mòbils que es mouen sota la influència d'altres forces que afavoreixen el seu moviment, per exemple, la propulsió, o que s'oposen a aquest, per exemple, la resistència de l'aire. Però sí quan aquestes altres forces estan absents, tal com succeeix en la situació habitual de naus sense propulsió per sobre de l'atmosfera. En l'astronàutica, en qualsevol cas, la velocitat d'escapament rares vegades és la velocitat objectiu fins a la qual han d'accelerar-se les naus per a solcar l'espai. Es tracta, per contra, d'un límit superior a l'interval de velocitats que és necessari aconseguir una vegada fora de l'atmosfera per a iniciar el viatge espacial. D'aquesta manera, la velocitat de fuita rep el nom de segona velocitat còsmica, sent el límit inferior, o primera velocitat còsmica, la mínima necessària per a entrar en òrbita circular al voltant de l'astre, també coneguda com a velocitat circular.

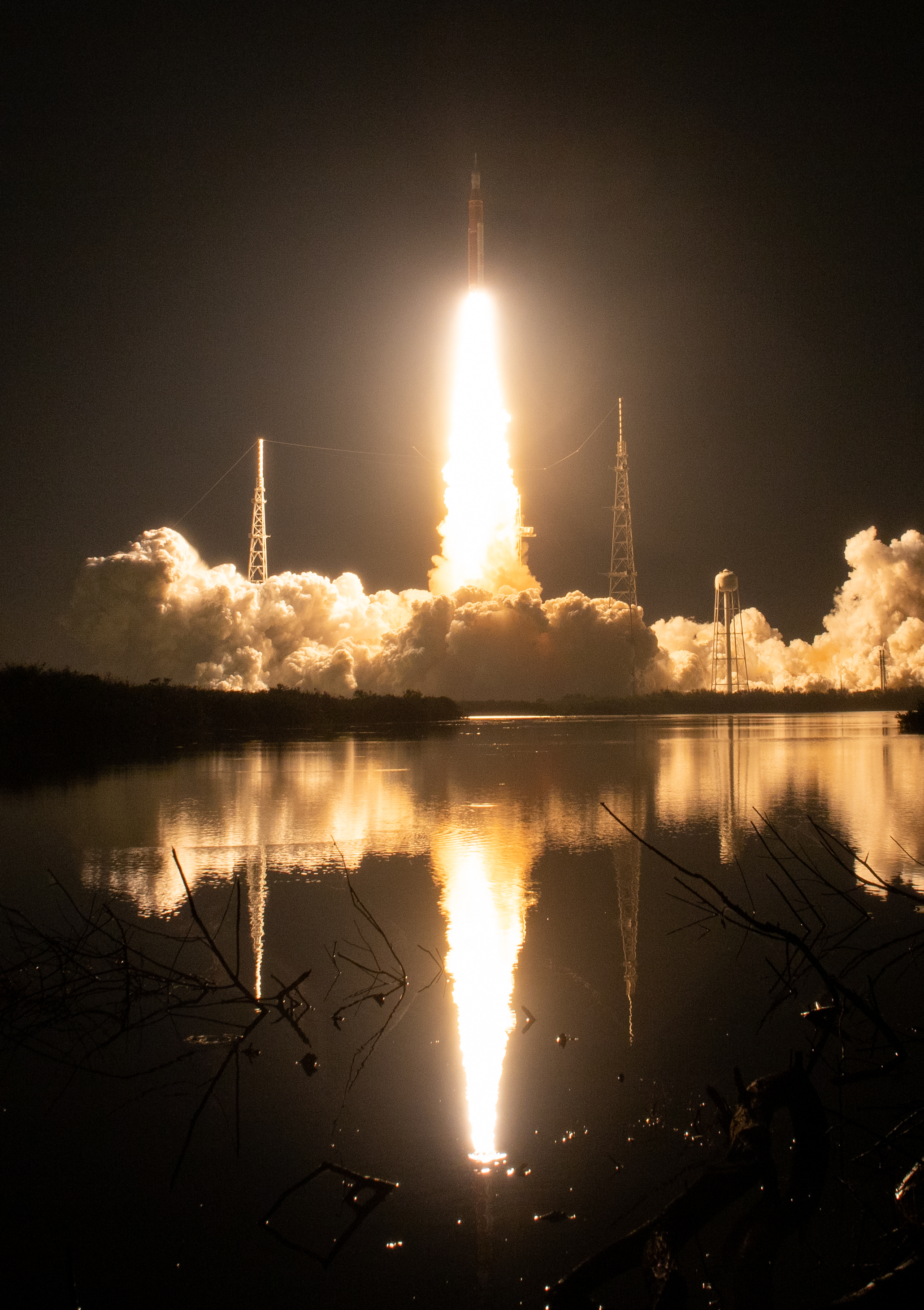
Llançament d'un coet Orion en la missió Artemis I el 2022.

Si bé la velocitat d'escapament és sempre la mateixa, la velocitat d'escapament «relativa a la superfície» d'un cos en rotació com la Terra, depèn de la direcció a la qual viatja l'objecte. Per exemple, donat que la velocitat de rotació de la Terra a l'equador és d'uns 465 m/s cap a l'est, un coet llançat tangencialment en direcció est necessita una velocitat d'aproximadament 10 735 km/s «respecte a la superfície» de la Terra per assolir la velocitat d'escapament, mentre que si el llancem en direcció oest la velocitat que necessitarem serà d'uns 11 665 km/s. Donat que la velocitat de rotació terrestre disminueix, partint de l'equador, a mesura que ens desplacem cap al nord o cap al sud (augmenta la latitud), els emplaçaments per al llançament de coets s'intenta que siguin tan a prop de l'equador com sigui possible. Així la zona de llançaments de l'ESA (Agència Espacial Europea) es troba a la Guaiana Francesa, a només 5 graus al nord de l'equador.
A causa de l'existència d'atmosfera al nostre planeta no és possible accelerar un objecte a 11,2 km/s prop de la superfície. Aquestes velocitats són molt lluny de les possibilitats de la majoria dels sistemes de propulsió hipersònics actuals, i probablement causarien la ignició de l'objecte en qüestió a causa del fregament atmosfèric. Actualment, el sistema que utilitzen les naus i sondes espacials consisteix a col·locar-les prèviament en una òrbita terrestre baixa (LEO, Low Earth Orbit, en anglès) i després accelerar-les fins a la velocitat d'escapament, que en aquesta alçada és d'aproximadament 10,9 km/s, partint aleshores dels 8 km/s que les naus acostumen a dur en aquest tipus d'òrbita.
La velocitat de fuita depèn de la forma del potencial gravitatori en què es troba l'objecte, per la qual cosa el plantejament seria lleugerament diferent si aquest és impulsat des de l'interior o l'exterior de l'astre al qual es troba vinculat. En l'exterior de l'astre la velocitat de fuita pot expressar-se explícitament en funció de l'altura h sobre la seva superfície mitjançant la següent equació on R és el radi de l'astre (r = R + h)
La velocitat de fuita des de la superfície de la Terra és 11,19 km/s. A 200 km d'altura sobre el nivell mitjà de la mar, altitud que defineix l'òrbita terrestre estable més baixa, és d'11,02 km/s. En aquest punt val la pena indicar que la velocitat de fuita del Sol a la distància de la Terra (una unitat astronòmica) és de 42,04 km/s, això és gairebé 4 vegades la velocitat de fuita de la pròpia Terra. Així, un cos projectat per sobre de l'atmosfera a una velocitat superior a la velocitat de fuita de la Terra, però inferior a la del Sol a una unitat astronòmica de distància escaparia de l'atracció terrestre però no de la del Sol. Quedaria, per tant, en òrbita al voltant del Sol.

## Velocitat d'escapament i tipus d'atmosfera

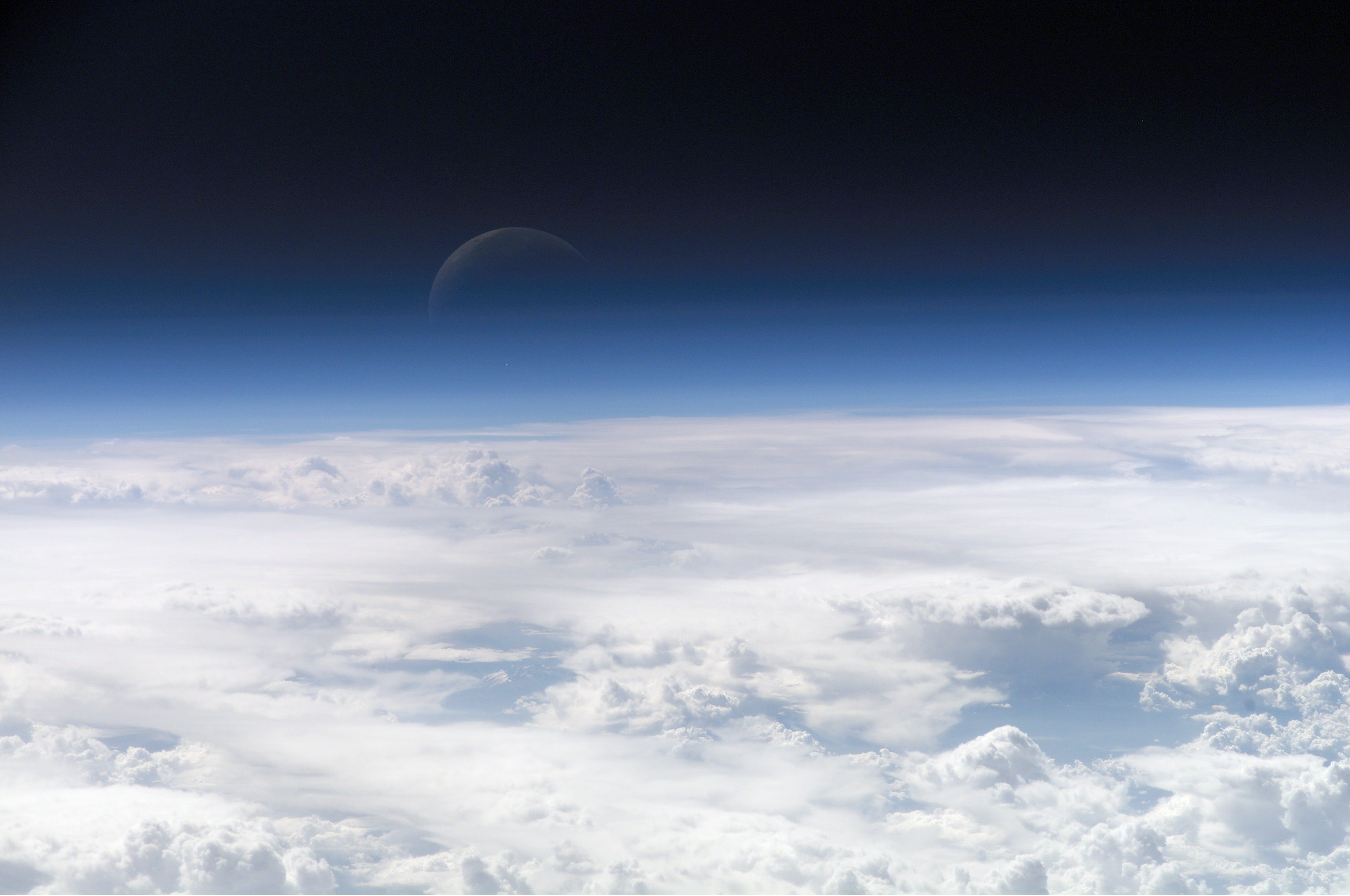
Atmosfera de la Terra amb la Lluna al fons.

La velocitat d'escapament d'un planeta o d'un satèl·lit natural respecte de les velocitats tèrmiques de les molècules de gas determina el tipus d'atmosfera que el planeta o el satèl·lit poden tenir. L'energia cinètica mitjana de les molècules de gas de massa {\displaystyle m} és proporcional a la temperatura absoluta {\displaystyle T}, segons la teoria cinètica molecular:
{\displaystyle {\tfrac {1}{2}}mv^{2}={\tfrac {3}{2}}kT}
on {\displaystyle k} és la constant de Boltzmann (1,380 649 × 10−23 J⋅K−1). De manera que la velocitat de les molècules val:
{\displaystyle v={\sqrt {\frac {3kT}{m}}}}

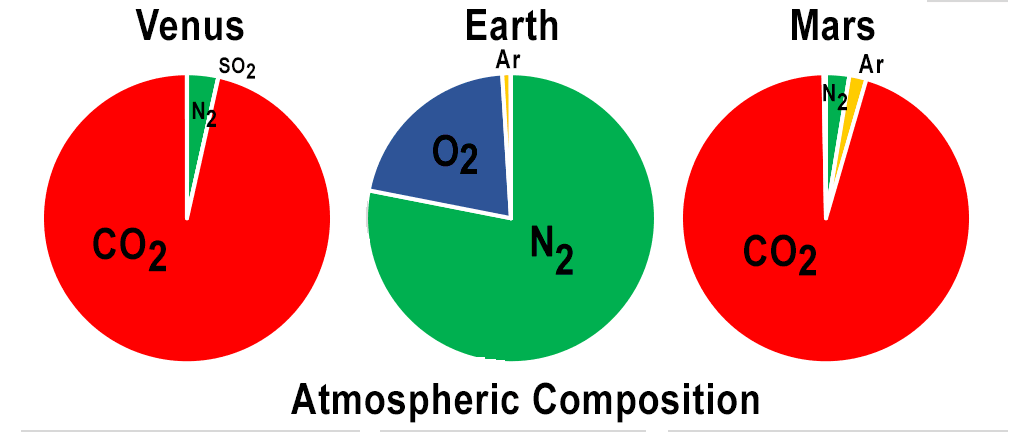
Composició de les atmosferes de Venus, la Terra i Mart.

A prop de la superfície de la Terra les velocitats moleculars del nitrogen N2 i de l'oxigen O2 (0,52 km/s i 0,48 km/s, respectivament a 300 K de temperatura) són molt inferiors a la velocitat d'escapament de la Terra (11,2 km/s), per la qual cosa les molècules de nitrogen i d'oxigen romanen a la Terra. En canvi, la velocitat mitjana de les molècules més lleugeres d'hidrogen H2 i d'heli He és d'uns 2 km/s, ja que la seva massa és inferior, que, malgrat sigui inferior és un valor mitjà, per la qual cosa hi ha moltes molècules que tenen velocitats superiors a la d'escapament i aquests gasos no es troben a l'atmosfera perquè es perden cap a l'espai exterior. A la Lluna la velocitat d'escapament és de només 2,4 km/s, per la qual cosa tampoc pot retenir molècules de nitrogen o d'oxigen. Aquesta és l'explicació per la qual els planetes gegants tenen atmosferes molt grans i els planetes més petits com Mercuri, el planeta nan Plutó o els satèl·lits com la Lluna, la tenen molt escassa o no en tenen. també explica la raó per la qual el planeta Mart, amb una velocitat d'escapada de només 5 km/s, té una atmosfera constituïda per diòxid de carboni CO2, que és una molècula molt més pesant (massa molar 44 g/mol) que les de l'atmosfera de la Terra (masses molars 28 g/mol i 32 g/mol pel nitrogen i oxigen, respectivament).

## Velocitat d'escapament d'un forat negre

Esquema d'un forat negre.

La velocitat d'escapament augmenta amb la massa del cos i disminueix amb el seu radi. Per tant, com més massiu i més petit sigui un cos major serà la seva velocitat d'escapament. Es pot fer un càlcul per saber com ha de ser aquest cos per a que tengui una velocitat d'escapament màxima, això és, la velocitat màxima de l'univers, la velocitat de la llum ({\displaystyle v_{e}=c}). Substituint i aïllant el radi tenim:
{\displaystyle R_{S}={\frac {2GM}{c^{2}}}}
Aquest radi {\displaystyle R_{S}} s'anomena radi de Schwarzschild i el cos és un forat negre perquè d'ell no pot sortir la llum. Per a la Terra és de {\displaystyle R_{S}} ~ 8 mm. Això significa que si la Terra es contragués es transformaria en un forat negre en arribar a un radi d'uns 8 mm. Pel Sol, molt més massiu que la Terra, el radi de Schwarzschlid és d'un 3 km.
Malgrat el valor s'ha obtingut a partir de la mecànica clàssica i aquesta deixa de ser vàlida en les proximitats de cossos molt massius, el valor obtingut és el mateix que s'obté aplicant la teoria de la relativitat general. Cal dir que el forat negre pot ser molt més petit que el radi de Schwarzschlid, en aquest cas aquest radi determina la grandària de l'horitzó d'esdeveniments, és a dir el radi de tota la zona d'on no pot sortir la llum al voltant de la concentració de massa del forat negre.

## Múltiples fonts gravitatòries
La velocitat d'escapament des d'una posició en un camp gravitatori amb múltiples orígens es deriva de la quantitat total d'energia potencial per kg en aquesta posició concreta relativa a l'infinit. L'energia potencial generada per totes les fonts en el punt concret es poden sumar simplement. La velocitat d'escapament resultarà ser l'arrel quadrada de la suma dels quadrats de les velocitats d'escapament individuals de totes les fonts.
Per exemple, des de la superfície de la Terra, la velocitat d'escapament per a la combinació Terra i Sol és {\displaystyle {\sqrt {11,2^{2}+42,1^{2}}}=43,56\ \mathrm {km} /\mathrm {s} }. D'aquí es desprèn que la velocitat necessària per a abandonar el sistema solar és de 13,6 km/s relativa a la Terra en la direcció de l'òrbita terrestre, ja que a aquesta velocitat cal sumar-hi els 30 km/s que representen la velocitat orbital de la Terra al voltant del Sol.

## Llista de velocitats d'escapament

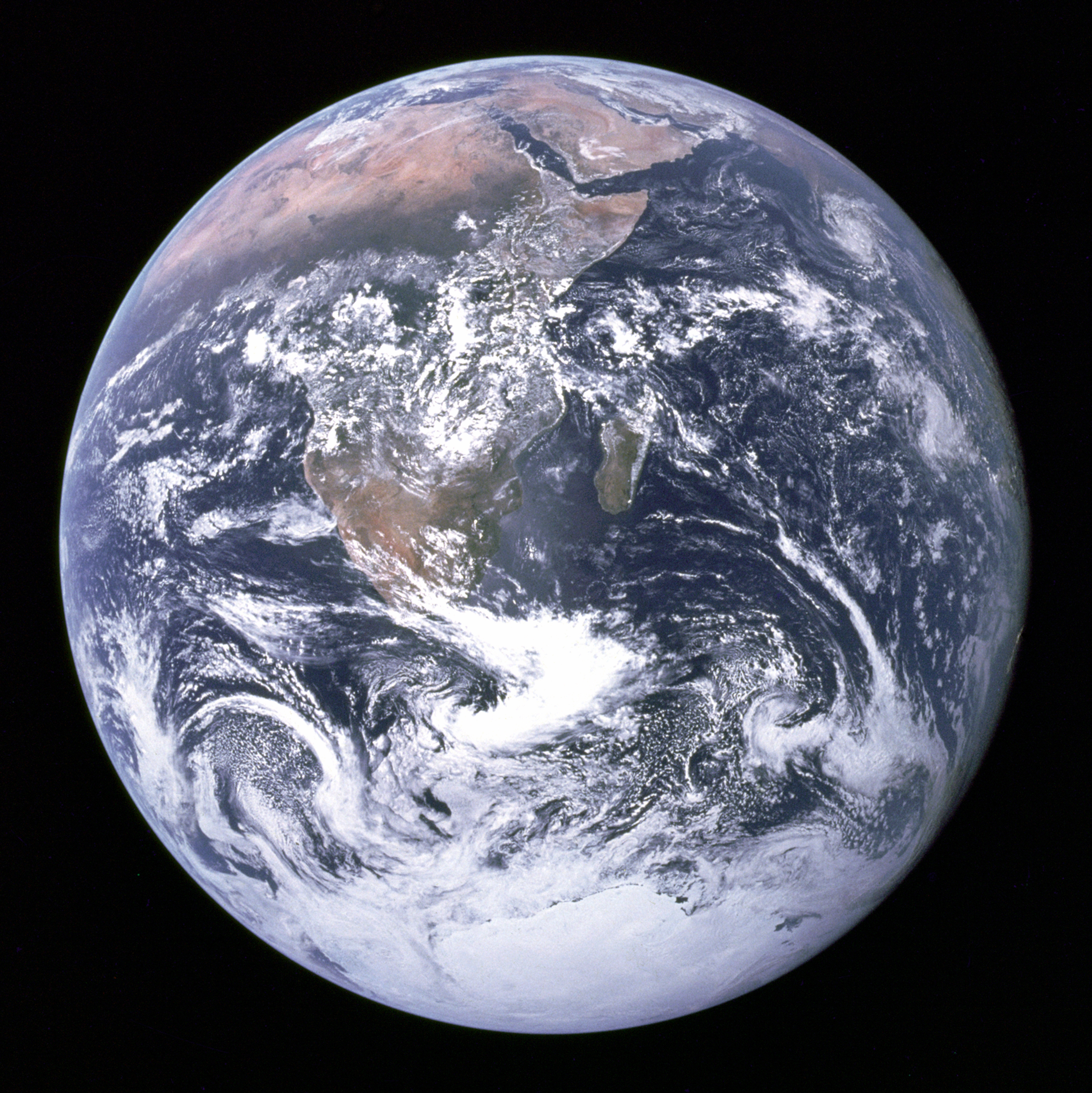
Per abandonar la Terra cal una velocitat d'11,2 km/s

| Ubicació      | ve (km/s) respecte del mateix cos | ve (km/s) respecte del Sol |
| ------------- | --------------------------------- | -------------------------- |
| Sol           | 617,5                             |                            |
| Mercuri       | 4,4                               | 67,7                       |
| Venus         | 10,4                              | 49,5                       |
| Terra         | 11,2                              | 42,1                       |
| Lluna         | 2,4                               | 1,4                        |
| Mart          | 5,0                               | 34,1                       |
| Júpiter       | 59,5                              | 18,5                       |
| Saturn        | 35,5                              | 13,6                       |
| Urà           | 21,3                              | 9,6                        |
| Neptú         | 23,5                              | 7,7                        |
| Sistema solar | ~1 000                            |                            |